# Deželni grad
Deželni grad ali državni grad (nemško Landesburg ali landesherrliche Burg) je bil grad teritorialnega gospodarja, kot je bil knezoškof, vojvoda ali knez, zgrajen za obrambo ali razširitev njegovih državnih posestev. Deželni gradovi so bili osrednji in najpomembnejši gradovi velikih knežjih ozemelj. Običajno so bili v lasti teritorialnega gospodarja, če pa ni bil v lasti, mu je bil na voljo kot varna hiša (Offenhaus). Veliki gradovi iz 8. do 10. stoletja vzhodno od Rena in zunaj mest, so pogosto opisani kot deželni gradovi, ker so opravljali pomembne funkcije pri nadzoru države.

## Zgodovina in vloga
Pojav deželnega gradu se je začel v poznem srednjem veku in je bil posledica upada kraljeve centralizirane oblasti in s tem povezanega premika moči »iz nekdanjih velikih ozemelj na regionalna območja«. V zgodnjih fazah tega razvoja uporabljajo regionalni gospodarji svoje fevdne gradove kot sredstvo za oblikovanje in ohranjanje sosednjih območij. Takšne utrdbe so prevzele funkcijo ozemeljskega gradu (Territorialburg). Primer je grad Zülpich, ki so ga zgradili nadškofje Kölna, da so zagotovili varnost svojih posestev pred napadi iz grofje Jülich. Pogosto so deželne gradove uporabljali kot nasprotne gradove (Gegenburgen) utrdbam sosednjih in konkurenčnih teritorialnih gospodov.
Deželni gradovi so bili torej temelj dinastične politike in bistveni za uresničevanje politično-vojaške moči. Za dosego slednjega so jim bili dodeljeni stalni graščaki (Burgmannen) in z njimi povezane enote, ki so delovale kot posadka. Poleg njihovega pomena kot instrument regionalne politike, je imel deželni grad osrednjo vlogo pri upravljanju zemljišč in sodnem varstvu, bili so sedež glavne pisarne in zakladnice. Če je zastopal naloge vladarja, kot je bil graščak ali sodni izvršitelj (Amtmann), za zagotovitev regionalne ozemeljske suverenosti, bi grad uporabil kot prebivališče in rotovž. V takih primerih se je imenoval upravni grad in je bil upravno središče upravnih okrajev, ki so se pojavili v poznem srednjem veku. Če je na gradu ostal knez - čeprav le začasno - je postal znan kot Residenzburg ali »bivalni grad«. V takem primeru bi ga bilo treba okrepiti s primernimi reprezentančnimi objekti, kot so velika dvorana ali palas, da bi se lahko za določen čas prilagodil cesarju in njegovemu spremstvu. Ilustrativni primeri takšnih bivalnih gradov so kölnskega volilnega kneza grad Lechenich, Jülichov grad Brüggen in grad Angermund v istoimenski četrti Düsseldorfa ter grad Windeck, oba sta pripadala grofu Berga.
Več deželnih gradov je imelo še druge funkcije: služili so kot kovnice, cestninski gradovi, oskrbovalna skladišča ali pristaniški gradovi in so bili zato velikega finančnega in gospodarskega pomena ne le za okoliška posestva, naselja in mesta ampak tudi za celotno knežje ozemlje. Po širitvi območja v velika poglavarstva so mnogi deželni gradovi služili predvsem za varovanje svojih meja. Nadškofje v Kölnu na primer, so obkrožili svoje celotno ozemlje z močnimi obmejnimi utrdbami. Na primer grad Linn zgrajen v današnjem Krefeldu za obvladovanje plenilskih vojvod Cleves, grofov Moers in grofov Berg. Grad Kempenje ščitil območje kölnskega volilnega kneza na severozahodu, medtem ko sta Lechenich in Zülpich zagotavljala obrambo pred najmočnejšim tekmecem kölnškega volinega kneza, grofom Jülich. Grad Andernach je bil zgrajena za obrambo države pred volilnimi knezi v Trierju.
Deželni gradovi, ki so se pojavili v 14. stoletju, so bili pogosto zgrajeni na temeljih prejšnjih utrdb, ki so bile uničene ali so propadle. Ti gradovi so bili običajno precej večji od svojih predhodnikov. Nenehno so jih širili in posodobljali, da bi bili pripravljeni za najnovejšo tehnologijo orožja in za zadovoljevanje potreb časa. Deželni gradovi so bili pogosto vključeni v utrdbe mesta ter uporabljali in krepili obstoječo obrambo. To je jasno vidno na primeru gradov Andernach, Kempen in Rheinbach.